# 圣安杰洛-迪布罗洛
圣安杰洛-迪布罗洛（義大利語：Sant'Angelo di Brolo），是意大利西西里大区墨西拿廣域市的一个市镇。总面积30平方公里，人口3373人，人口密度112.4人/平方公里（2009年）。ISTAT代码为083088。